# 나토리 다케시
나토리 다케시(일본어: 名取 武)는 일본의 축구 선수이다.

## 국가대표팀 경력
그는 1934년 극동 선수권 대회에 참가할 일본 국가대표팀에 발탁되었으며, 5월 20일 중화민국와의 경기에서 데뷔, 1득점을 넣었다.

## 통계
| 일본 | 일본 | 일본 |
| 연도 | 출전 | 득점 |
| ---- | ---- | ---- |
| 1934 | 1    | 1    |
| 통산 | 1    | 1    |